# Pocé-sur-Cisse
Pocé-sur-Cisse település Franciaországban, Indre-et-Loire megyében. Lakosainak száma 1760 fő (2022. január 1.). Pocé-sur-Cisse Amboise, Chargé, Limeray, Montreuil-en-Touraine, Nazelles-Négron és Saint-Ouen-les-Vignes községekkel határos.

## Népesség
A település népességének változása:
| Lakosok száma | 1070 | 1222 | 1493 | 1530 | 1621 | 1625 | 1639 | 1675 | 1692 | 1760 |
|               | 1968 | 1982 | 1990 | 2006 | 2013 | 2015 | 2017 | 2019 | 2020 | 2022 |